# تأملات دکارتی
تأملات دکارتی: درآمدی بر پدیده‌شناسی (به آلمانی: Cartesianische Meditationen: eine Einleitung in die Phänomenologie) کتابی از ادموند هوسرل است که بر اساس سخنرانی‌های دوساعتهٔ وی در ۲۳ و ۲۵ فوریه ۱۹۲۹ و در تالار دکارت دانشگاه سوربن تدوین شده است. هوسرل با همکاری دستیار خود اویگن فینک دو سال صرف گسترش این سخنرانی‌ها کرد. متن این کتاب را امانوئل لویناس و گابریل پایفرر به فرانسه، دارین کرنز به انگلیسی و عبدالکریم رشیدیان به فارسی ترجمه کرده‌اند. نام کتاب به تأملاتی در فلسفه اولی اثر دکارت اشاره دارد.
این کتاب شامل پنج تأمل به شرح زیر است:
- تأمل اول: راهی به سوی اگوی استعلایی
- تأمل دوم: آشکارسازی میدان تجربه استعلایی و ساخت‌های کلی آن
- تأمل سوم: مسائل تقویم، حقیقت و واقعیت
- تأمل چهارم: شرح مسائل تقویم خود اگوی استعلایی
- تأمل پنجم: تعیین حیطه وجودی استعلایی به مثابه بین‌الاذهان مونادولوژیکی[۱]